# Conrad Wilhelm Hase
Pour les articles homonymes, voir Hase.
Conrad Wilhelm Hase (né le 2 octobre 1818 à Einbeck et mort le 28 mars 1902 à Hanovre) est un architecte et professeur d'université prussien. Il est considéré comme l'un des plus importants représentants du néo-gothique du XIXe siècle.
Hase est un officier du bâtiment royal hanovrien, à partir de 1863 maître d'œuvre consistorial de l'Église d'État de Hanovre, à partir de 1849 enseignant et à partir de 1878 professeur d'architecture à l'École polytechnique de Hanovre et fondateur de l'École d'architecture de Hanovre (de), membre de l'Académie royale prussienne des arts à Berlin, membre de l'Académie des Beaux-Arts de Vienne, membre honoraire de l'Académie des Beaux-Arts de Stockholm et citoyen d'honneur des villes d'Einbeck et de Hildesheim. Son engagement envers la préservation et l'entretien des bâtiments historiques fait de lui un pionnier de la préservation des monuments dans le nord de l'Allemagne (de) et au-delà.

## Biographie

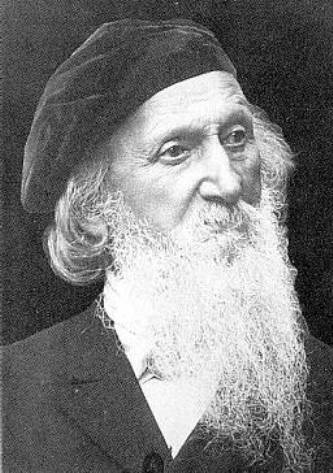
Hase vers 1898

Hase passe son enfance et sa jeunesse en étant le dixième enfant d'un collecteur d'impôts à Einbeck avant de commencer des études d'architecture et d'architecture à Hanovre à la fin de 1834. Après avoir terminé ses études d'architecture, il ne trouve d'abord pas d'emploi et retourne dans sa ville natale d'Einbeck au printemps 1838, où il aide son père en matière fiscale. Sur les conseils de son professeur d'architecture Ernst Ebeling (1804-1851), Hase effectue un apprentissage de maçonnerie de deux ans, qu'il termine avec succès au printemps 1840 avec l'examen de compagnon. Le maître d'œuvre Christoph August Gersting (de) est son formateur. Lors d'un Tour de six mois depuis Hanovre via Cassel, Marbourg, Francfort, Wiesbaden, Mayence, Worms, Spire, Heidelberg, Karlsruhe, Stuttgart, Ulm et Augsbourg jusqu'à Munich, Hase peut étudier divers styles architecturaux. Dans le même temps, son penchant pour l'architecture gothique s'en trouve renforcé. Une bourse de la ville d'Einbeck permet à Hase d'étudier à l'Académie des beaux-arts de Munich à la fin de 1840.
Au printemps 1842, Hase retourne à Hanovre et trouve d'abord du travail comme maçon et contremaître avec son ancien professeur. En février 1843, Hase accepte le poste de directeur de la construction dans la fonction publique de la Direction des chemins de fer royaux hanovriens, où il conçoit et gère la construction des gares de Celle, Lehrte et Wunstorf (de). En juin 1848, Hase se tourne vers l'architecture religieuse avec la restauration de l'église du monastère de Loccum.
En décembre 1849, Hase occupe un poste d'adjoint à l'école polytechnique de Hanovre. Deux ans plus tard, il est officiellement nommé professeur d'architecture et est l'un des fondateurs de l'Association des architectes et ingénieurs de Hanovre (de), qui contribue de manière significative à la diffusion des idées de l'École d'architecture de Hanovre à travers les publications qu'il édite. Diverses commandes privées et une participation réussie au premier concours d'architecture gratuit à Hanovre consolident la réputation de Hase en tant qu'architecte.
En septembre 1853, Hase épouse Agnes Maria Cornelia Leguinia Babnigg (1828–1865), une chanteuse d'origine hongroise. Le couple a pour enfants Antonie (1855-1906), Theodor (1856-1877) et Rudolf (1861-1906). Après la mort de sa femme à l'âge de 37 ans seulement, il épouse Ottilie Franziska Annette Amalie Berckelmann (1832–1920) de Liebenburg en 1867.
En 1860/61, Hase construit un immeuble résidentiel représentatif pour lui et sa famille sur la Josephstrasse (aujourd'hui Otto-Brenner-Strasse) à Hanovre, le "Hasenburg". Il est détruit pendant la Seconde Guerre mondiale.

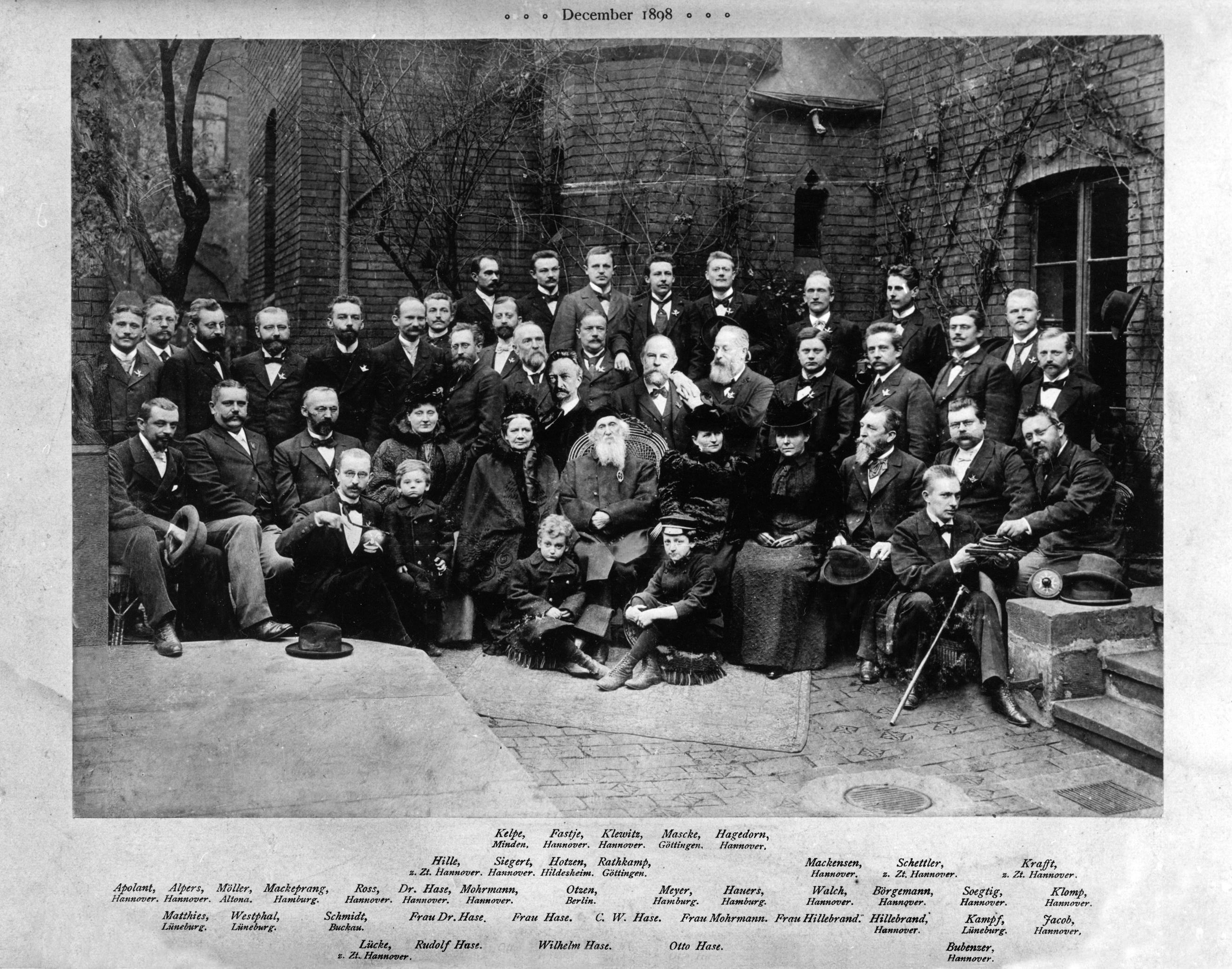
Conrad Wilhelm Hase avec sa famille et ses anciens élèves à l'occasion de son 80e anniversaire, décembre 1898

Le 80e anniversaire de Hase en 1898 est l'occasion de nombreux hommages de la part de ses élèves et admirateurs. Outre son travail créatif, sa gentillesse et sa jovialité personnelles sont soulignées.

## Principes de style et impact
Le style architectural de Hase est influencé par le gothique médiéval en brique, selon lequel la construction du bâtiment et les matériaux de construction utilisés - de préférence locaux - doivent rester visibles pour l'observateur ("le plâtre est un mensonge"). Hase planifie plus de 340 édifices de style néo-gothique, dont plus de 100 édifices religieux. Il considère le gothique comme le style architectural proprement chrétien. À cela s'ajoutent plus de 50 projets de restauration et de nombreuses publications sur l'histoire de l'architecture des monuments historiques. Son style gothique en brique, parfois appelé avec mépris " Hasik ", façonne le paysage urbain de Hanovre et à travers ses élèves (Karl Börgemann (de), Franz Ewerbeck (de), Friedrich Fahro (de), Christoph Hehl (de), Karl Henrici (de), Eberhard Hillebrand (de), Georg Kegel (de), Gerhard Franz Langenberg (de), Wilhelm Lüer (de), Karl Mohrmann (de), Edwin Oppler (de), Johannes Otzen, Max Pommer (de), Paul Rowald (de), Eduard Wendebourg (de), Johannes Franziskus Klomp (de), etc. et bien d'autres) de nombreux autres endroits, et pas seulement en Allemagne du Nord. De nombreux bâtiments publics et privés, des immeubles commerciaux, des églises et des monuments sont conservés jusqu'à aujourd'hui. Mais sa propre maison, le "Haseburg", est détruite pendant la Seconde Guerre mondiale. Sa tombe se trouve dans le cimetière de la ville d'Engesohde à Hanovre. Hase est citoyen d'honneur de Hildesheim, où une rue porte son nom. Son portrait se trouve sur un bâtiment en brique dans la rue.

## Réalisations (sélection)
- Mausolée pour le comte Charles Alten à Hemmingen-Westerfeld (1842)
- Gares de Celle, Lehrte, Wunstorf (de) (1847–1848), Nordstemmen (de) (1853–1860), Oldenbourg (1879), Göttingen et Salzderhelden
- Église abbatiale de Loccum (de) (restaurée de 1848 à 1854)
- Maison des artistes de Hanovre (de) (1853–1856) et Ancien hôtel de ville (de) (restauré en 1877-1882, agrandi en 1890-1891) à Hanovre
- Église Saint-Marc (de) à Wettmar (1854–1855), édifice religieux en Rundbogenstil, puis évolution vers le néogothique.
- Château d'Oldershausen (de) à Kalefeld, siège de la famille von Oldershausen (de) (1859)
- Église Saint-Jean-Baptiste d'Hilter (de) (1857-1859)
- Église évangélique luthérienne Saint-Jean-Baptiste à Uetze (1865-1867), transformation de l'ancien lieu de culte[6]
- Église évangélique luthérienne Saint-Jacques à Elbingerode (inaugurée en 1863)[7]
- Château de Marienbourg (1857–1864) près de Nordstemmen (achevé en 1864-1867 par son élève Edwin Oppler (de))
- Église du Christ (de) (1859–1864), église des Saints-Apôtres (de) (1880–1884) et Église de Sion/Église du Rédempteur (de) (1878-1880) à Hanovre
- Église Sainte-Dorothée (de) à Nortrup-Loxten (1859/1860)
- Restauration des églises Saint-Michel (1855–1857) et Saint-Gothard (1857–1863) et construction d'une nouvelle école Andreanum (de) (1869) à Hildesheim
- Aménagement intérieur de l'église Saint-Nicolas (de) à Göttingen (1861)
- Immeuble d'habitation et de commerce sur la Hauptstraße (de) à Wennigsen (1862)
- Construction de l'église Sainte-Trinité (de) à Liebenburg (1862-1863 ; ancien clocher intégré)[8]
- Restauration de l'église Saint-Nicolas à Lunebourg (1865–1871)
- Restauration de l'église Saint-Boniface (de)  à Hamelin (1870–1875)
- Église Saint-Antoine d'Immensen (1877–1878)
- Restauration de l'église de Frankenberg (de) à Goslar (1873–1880)
- Transformation de l'église Saint-Sauveur (de) à Zellerfeld (1863–1864)
- Église Saint-Denis (de) à Nettelrede (1862–1864)[9]
- Construction d'une école (1864) à Bordenau
- Écoles à Bad Münder et Bakede
- Église Saint-Georges (de)[10] (1867) à Eitzendorf, modèle présenté à l'Exposition universelle de 1893 à Chicago
- Restauration de l'église Saint-Sigward (de) (1889–1890) à Idensen
- Réaménagement complet de l'église Saint-Jean (de) à Lüchow (1866)[11]
- Église des Saints-Anges de Peine (de) (1867)
- Église Saint-Élisabeth (de) (1867–1869) à Langenhagen
- Église Saint-Martin à Markoldendorf (1867–1869)
- Église Saint-Nicolas (de) (1869–1871) à Hagenburg-Altenhagen
- Château (de) (1869) et église du domaine (de) (1875–1878) à Vollenschier
- Église Notre-Dame (1870–1872) à Kalefeld
- Restauration de l'église Saint-Magne à Beber (1871–1872)
- Construction du lycée de la cathédrale (1872) à Verden
- Église du Christ de Bremerhaven-Geestemünde (de) (1872–1875)
- Transformation de l'église Sainte-Marie (de) (1872–1875) à Bremerhaven-Geestemünde
- Église Saint-Matthieu de Lehrte (de) (1874/1876)
- Église Saint-Jacques à Wietzendorf (1874–1876)
- Mausolée dans le parc du château d'Etelsen (1873)
- Église évangélique Saint-Jean à Tostedt (1876–1880)
- Église protestante Saint-Gustave-Adolphe à Gieboldehausen (1877)[12]
- Églises identiques du point de vue de la planification à Lauenau (église Saint-Luc (de)) (1877–1878) et Georgsmarienhütte (église Luther (de)) (1877–1878)
- Église Saint-Maurice (de) à Görsbach (1877–1878)[13]
- Rénovation et transformation complète de l'intérieur de l'église abbatiale de Bassum (de) (1865–1870)
- Maison d'habitation de Holle à Wunstorf (1880–1881), reconstruite à partir de restes de murs
- Église Sainte-Barbara (de) (1882) à Harenberg près de Seelze
- Église Saint-Antoine (1882–1884) à Fintel
- Église du domaine de Schönfeld (de) (1883–1885)
- Nouvelle église (1887-1888) à Idensen
- Église Saint-Sigward d'Idensen (à partir de 1889/90), sauvegarde des restes d'ornements avec mise à nu partielle
- Église Saint-Martin (de) (1884–1887) à Bernbourg
- Église de la Sainte-Croix (1857–1859) à Arpke
- Tour de l'église de Horst près de Garbsen (1866/1867)
- Chapelle à Bishausen (1883)
- Église évangélique luthérienne Saint-Martin à Rhüden (1885–1888)
- Église Saint-Gothard (de) à Rosenthal près de Peine (1890)
- Église du Rédempteur de Rummelsbourg (1892)
- Agrandissement de l'église Jean-Baptiste (de) à Mellinghausen (1893)
- Construction de la nouvelle église Martin-Luther à Twistringen (1893–1894)
- Église de la Sainte-Croix à Lindau (1895)
- Construction de l'église du Christ à Krummasel (1895)
- Nouvelle construction de l'église Saint-Nicolas (de) à Kaltendorf, plus tard Oebisfelde
- Église (de) à Dedensen (1897)

## Galerie

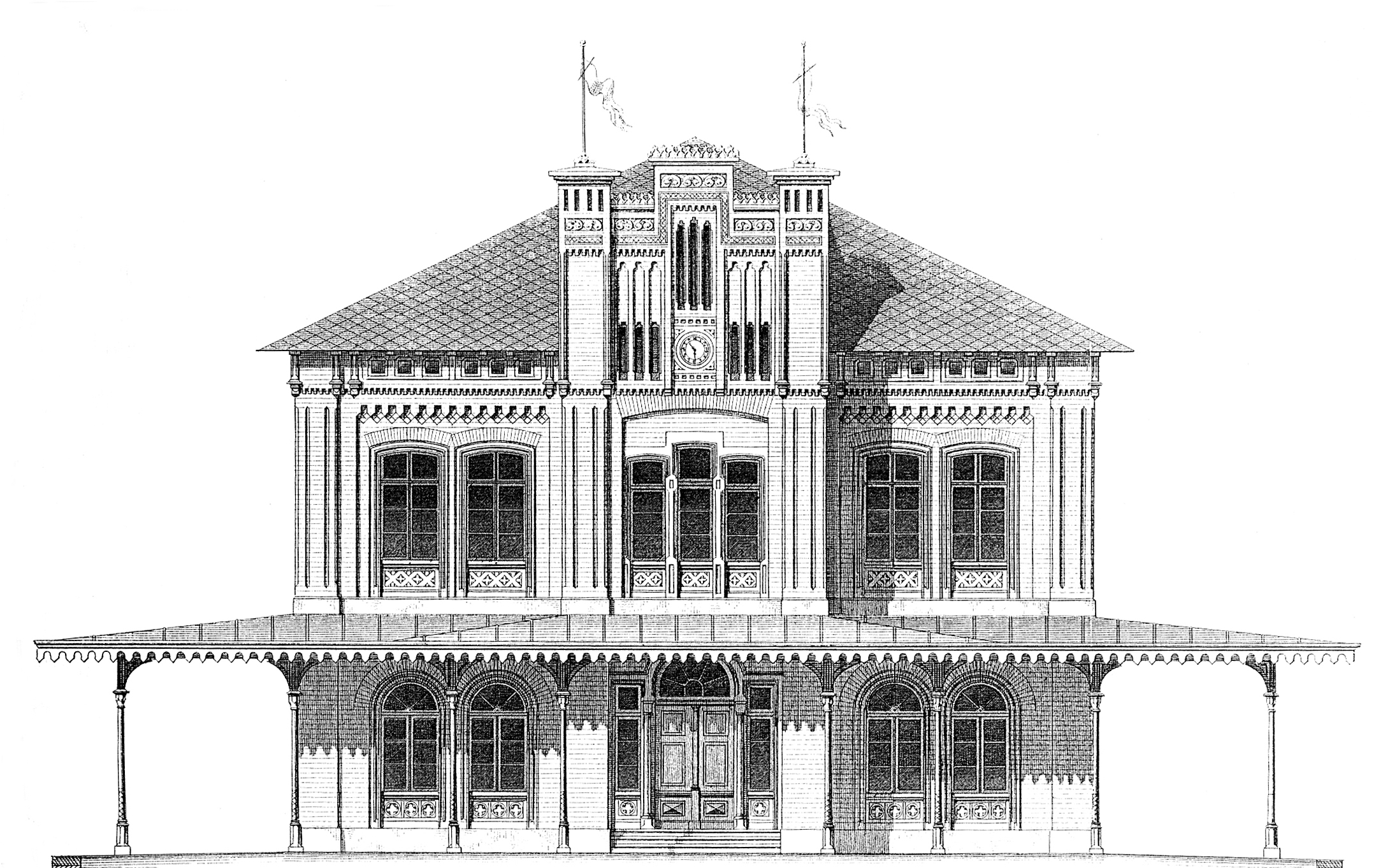
Gare de Nordstemmen (de), bâtiment sud de la gare destiné au roi, dessin de C. W. Hase, 1853
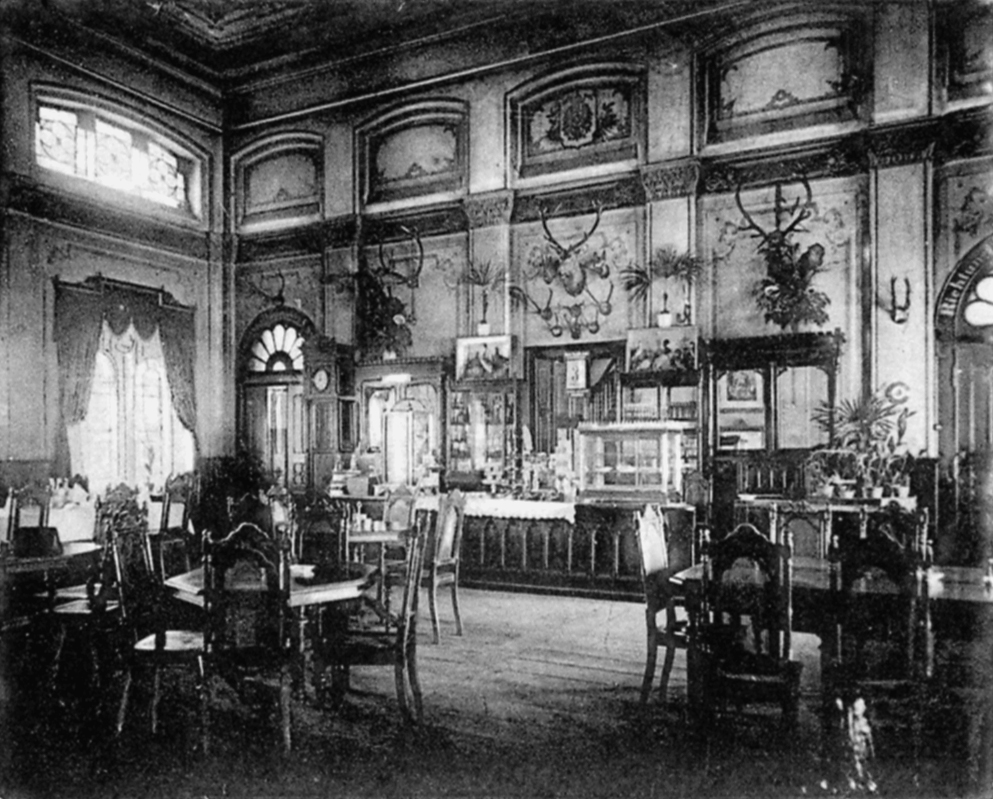
Salle d'attente néogothique dans le bâtiment de la gare de Nordstemmen, aménagée par Hase de 1858 à 1860
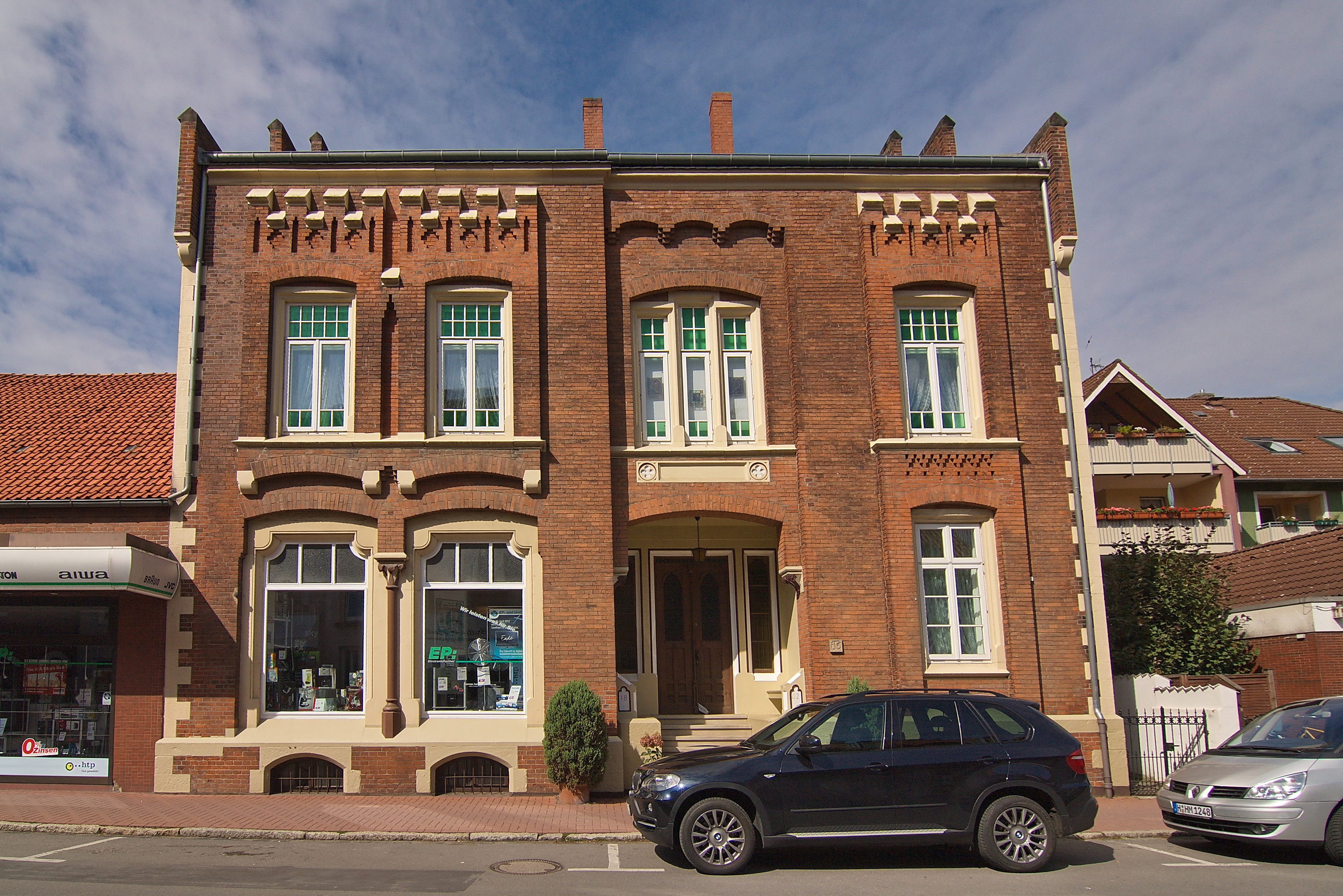
Maison de 1862
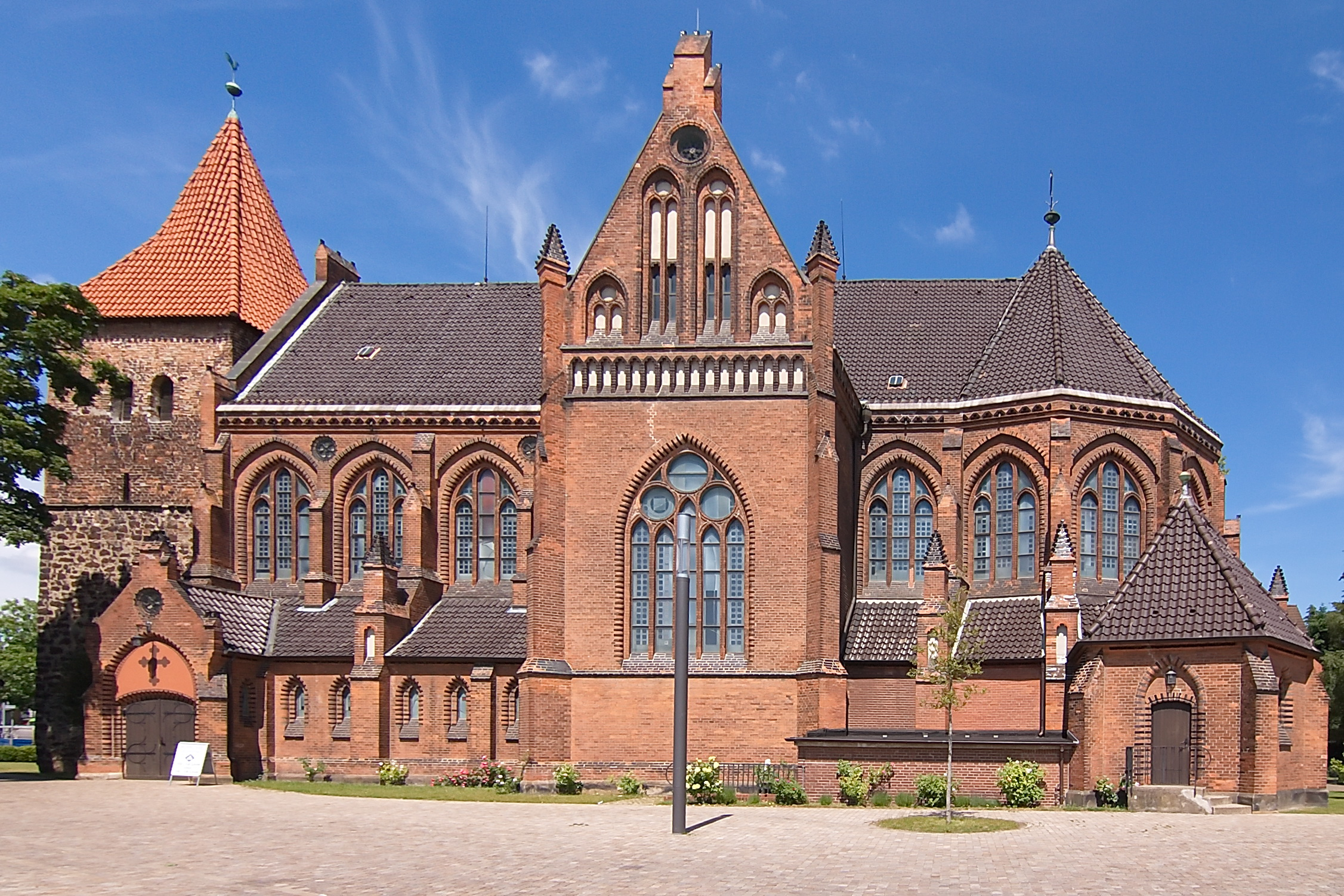
Église Saint-Élisabeth (de) à Langenhagen, 1867/1869
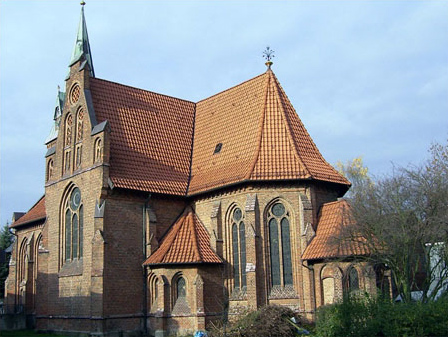
Église Saint-Luc (de) à Lauenau, 1877/78
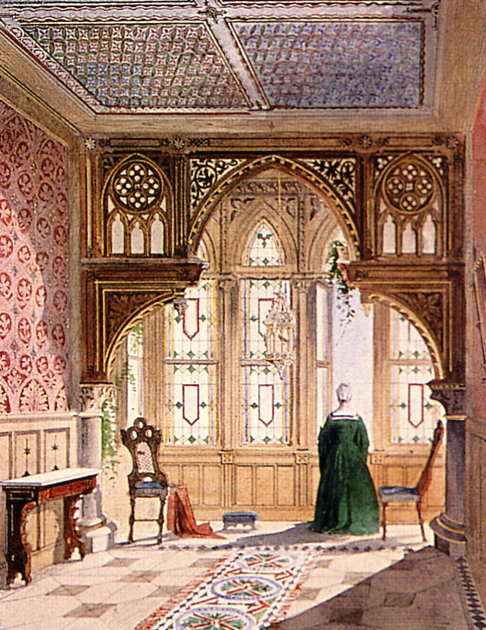
Salon des dames de la cour au château de Marienbourg ; réalisé en 1862/63 par Hase, démoli en 1865 par Edwin Oppler
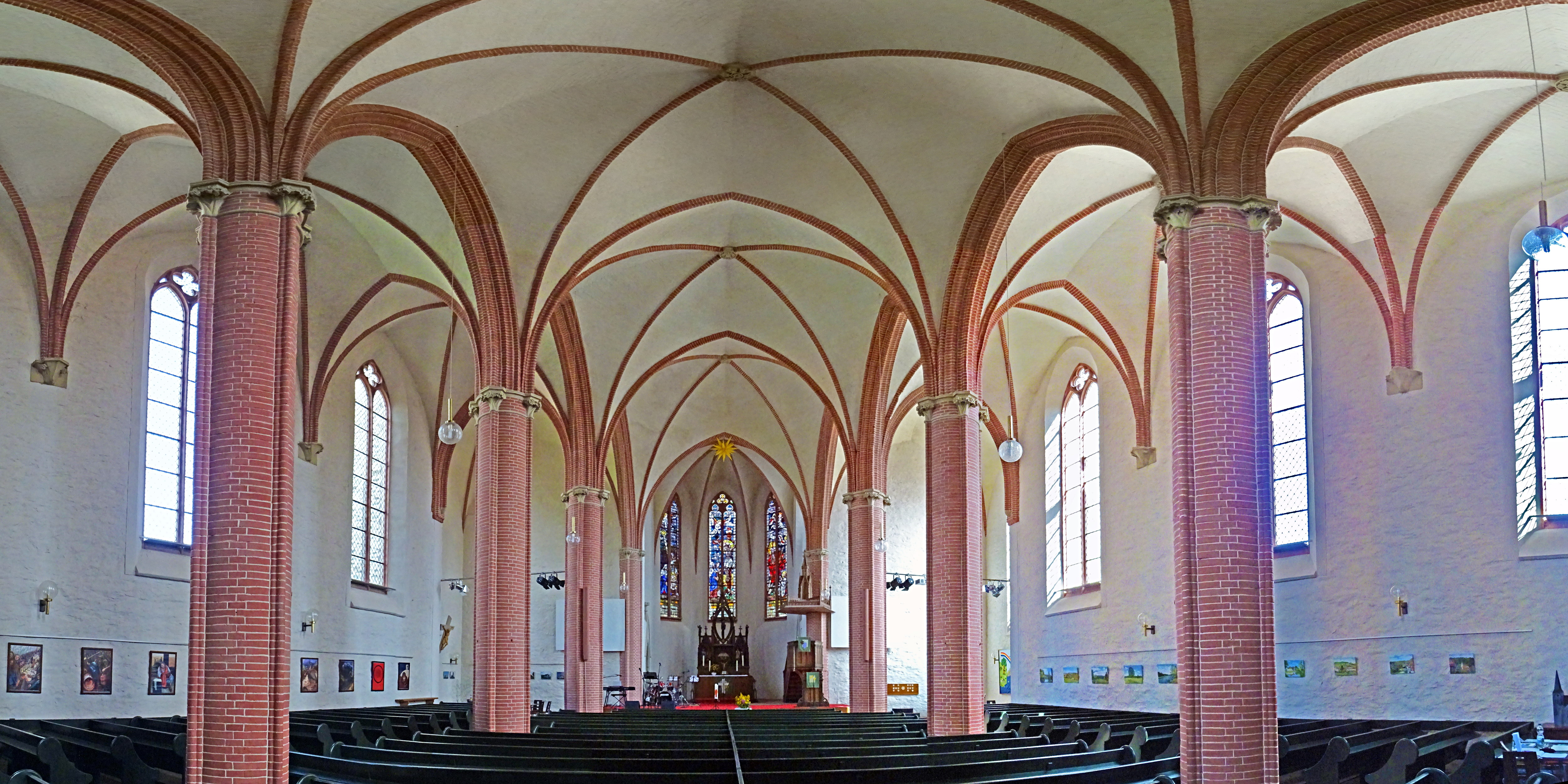
Église néo-gothique Saint-Jacques d'Elbingerod construite en 1863 d'après les plans de Hase
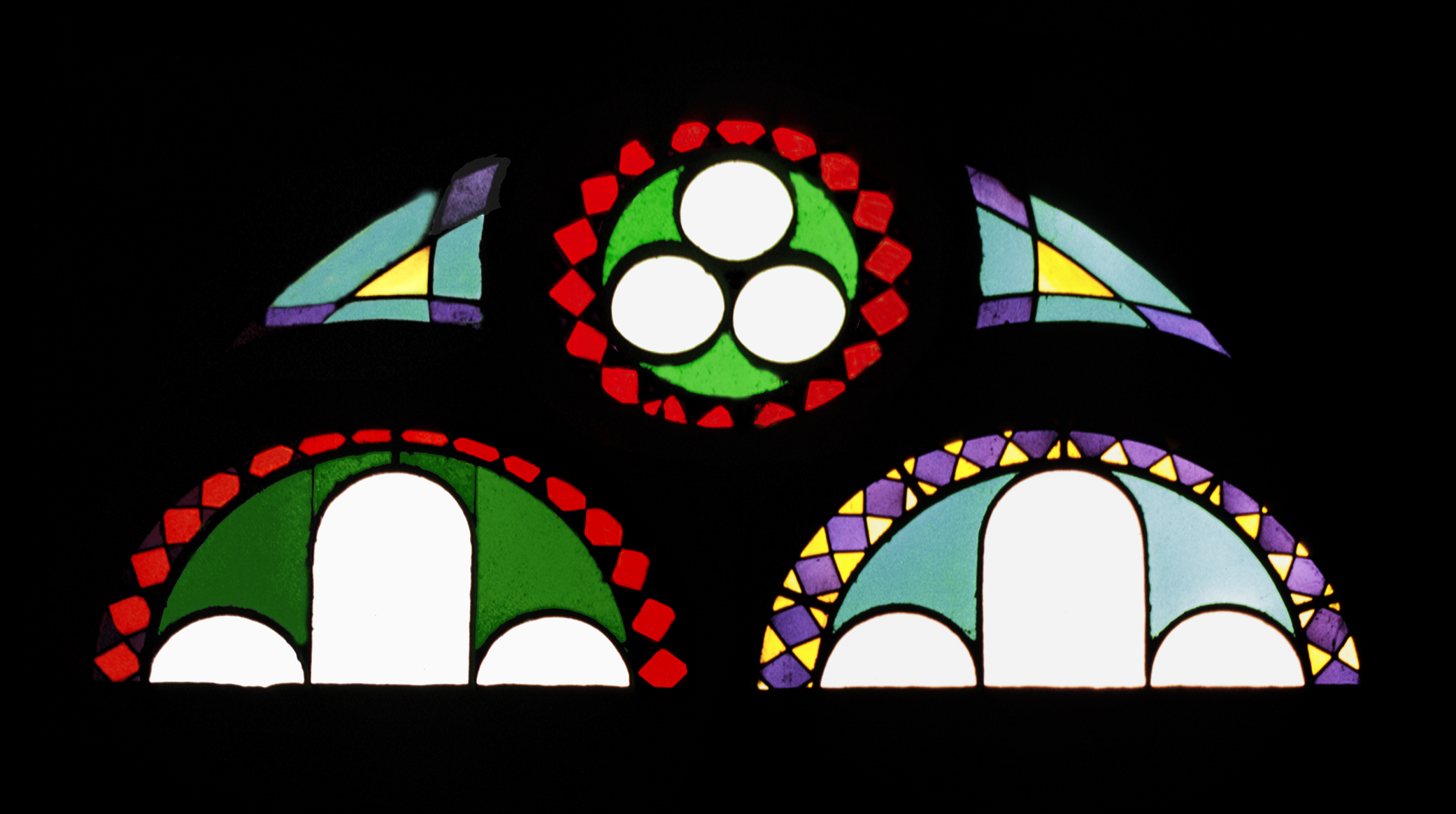
Vitrail de Hase de 1854datant de 1854 au-dessus du double portail ouest du bâtiment d'accueil de la gare de Nordstemmen
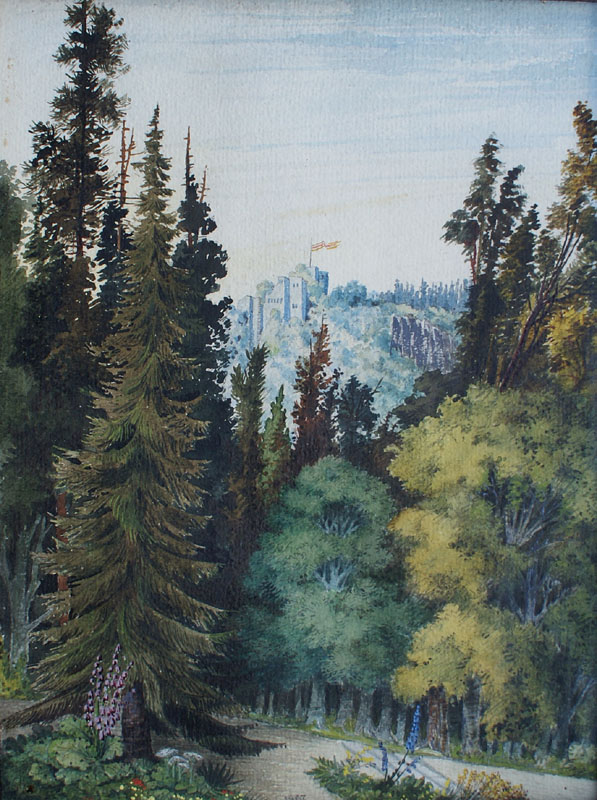
Aquarelle tardive de C. W. Hase, datée du 31 octobre 1893 près de Baden-Baden (collection particulière)
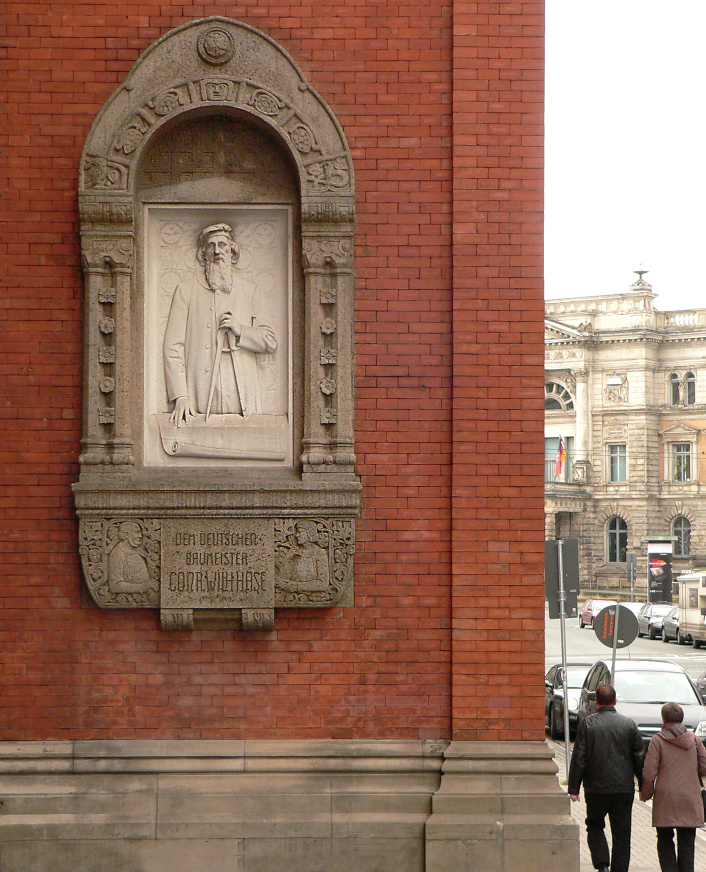
Monument en son honneur à la maison des artistes de Hanovre (de) qu'il a conçue

## Honneurs
- 1856 Médaille d'or d'honneur pour les arts et les sciences (de)
- 1864 Ordre royal des Guelfes de 4e classe
- 1874 Membre honoraire de l'Association locale des maîtres d'œuvre pour la ville de Hanovre et ses environs
- 1876 Membre honoraire de l'Association des architectes et ingénieurs de Hanovre
- 1879 Ordre prussien de la Couronne de 3e classe
- 1881 Membre honoraire de l'Association des musées de la Principauté de Lunebourg
- 1888 Ordre norvégien de Saint-Olaf de 2e classe
- 1888 Membre honoraire de l'Académie de Stockholm
- 1888 Citoyen d'honneur de la ville d'Einbeck
- 1888 citoyen d'honneur de la ville de Hildesheim
- 1889 Ordre prussien de la Couronne de 3e classe
- 1892 Membre honoraire de l'Association d'art de Hanovre
- 1892 Croix de Commandeur de 2e classe de l'ordre de la Maison ernestine de Saxe
- 1893 Membre honoraire de l'Association des architectes de Berlin
- 1894 Ordre de l'Aigle rouge de 2e classe

En 2002, année du centenaire de sa mort, une exposition sur la vie et l'œuvre de Conrad Wilhelm Hase a été présentée à l'église du Christ (de). En raison de l'écho positif de cette manifestation et en vue de la prochaine célébration du 150e anniversaire, le parvis de l'église est rebaptisé en 2007 "Conrad-Wilhelm-Hase-Platz". En outre, il est prévu de rénover le bâtiment de la gare de Nordstemmen (de), qui est menacé de démolition, et d'en faire un musée mémorial dédié au constructeur, Conrad Wilhelm Hase.

## Élèves
- Julius Rasch (de) (1830–1887)
- Edwin Oppler (de) (1831–1880)
- Heinrich August Anton Gerber (de) (1831–1920)
- Franz Ewerbeck (de) (1839–1889)
- Johann Mathias von Holst (de) (1839-1905)
- Alexander Behnes (de) (1843-1924)
- Wilhelm Walter (de) (1850-1914)
- Wilhelm Muller (de) (1851–1928)
- Georg Fröhlich (de) (1853–1927)
- Albert Winkel (de) (1854-1901)
- Georg Kegel (de) (1857-1912)
- Richard Kampf (de) (1859-1919)
- Friedrich Wilhelm Karl Jacob (de) (1850-1906)

### Biographie
- Karl Mohrmann (de): Conrad Wilhelm Hase. In: Hannoversche Geschichtsblätter. 1902 (auch als Sonderdruck Hannover 1902).
- Karl Mohrmann: Aus dem Leben eines deutschen Künstlers. In: Centralblatt der Bauverwaltung. Berlin, April 1902.
- Wilhelm Rothert: Allgemeine Hannoversche Biografie Band 1: Hannoversche Männer und Frauen seit 1866, Sponholtz, Hannover 1912, S. 148–155.
- Paul Trommsdorff: Der Lehrkörper der Technischen Hochschule Hannover 1831–1931. Hannover, 1931, S. 93.
- Emil Jörns: Die Familie des Erbauers der Marienburg Conrad Wilhelm Hase. In: Norddeutsche Familienkunde, 5. Jg. 1956, Seite 41f.
- (de) Hans Reuther, « Hase, Konrad Wilhelm », dans Neue Deutsche Biographie (NDB), vol. 8, Berlin, Duncker & Humblot, 1969, p. 22 (original numérisé).
- Günther Kokkelink (de); Monika Lemke-Kokkelink: Baukunst in Norddeutschland. Architektur und Kunsthandwerk der Hannoverschen Schule 1850–1900. Schlüter, Hannover 1998,  (ISBN 3-87706-538-4). (Biografie, Werkübersicht: S. 531–532).
- Helmut Knocke: Hase, Conrad Wilhelm. In: Dirk Böttcher, Klaus Mlynek, Waldemar R. Röhrbein, Hugo Thielen: Hannoversches Biographisches Lexikon. Von den Anfängen bis in die Gegenwart. Schlütersche, Hannover 2002,  (ISBN 3-87706-706-9), S. 153–154 (Google-Books).

### Catalogue des œuvres
- Günther Kokkelink und Monika Lemke-Kokkelink: Conrad Wilhelm Hase 1818–1902, Gründer der Hannoverschen Architekturschule. Ausstellung zum 100. Todestag im Stadtarchiv Hannover 2002. (Werkverzeichnis, Stand: Februar 2002, mit Lebensdaten und Literaturangaben.)
- Conrad Wilhelm Hase. Baumeister des Historismus. Ausstellungskatalog. Historisches Museum am Hohen Ufer, Hannover 1968. (Werkverzeichnis mit Lebensdaten und Literaturangaben.)

### Autres
- Gustav Schönermark (de): Die Architektur der Hannoverschen Schule. 7 Bände, Hannover, 1888–1895.
- Günther Kokkelink (de): Die Neugotik Conrad Wilhelm Hases: Eine Spielform des Historismus. 1. Teil: 1818–1859. In: Hannoversche Geschichtsblätter, Neue Folge, Band 22, Heft 1/3,  (ISSN 0342-1104), Hannover 1968, DNB 481563008 (Dissertation Technische Universität Hannover, Fakultät für Bauwesen, 11. Juli 1968, 211 Seiten).
- Günther Kokkelink: Der Kirchenbau des Conrad Wilhelm Hase und seiner Schüler in Hannover. In: Geschichten um Hannovers Kirchen. Studien, Bilder, Dokumente. Lutherhaus-Verlag, Hannover 1983; S. 113–117.
- Franz Rudolf Zankl (Hrsg.): Glückwunschkarte des Kunstgewerbevereins für Conrad Wilhelm Hase zum 80. Geburtstag, mit den Unterschriften der Mitglieder, in: Hannover Archiv, Blatt K 19
- Gunther Schendel: Haus voller Himmel. Die St.-Jakobi-Kirche in Wietzendorf/Lüneburger Heide, Wietzendorf 2000 (zu Hase und dem Wietzendorfer Hase-Bau S. 26–38).
- Nadine Pflüger, Werner Beermann: Der Architekt Conrad Wilhelm Hase und seine Bauten aus früher Zeit. Die Bahnhöfe Elze und Nordstemmen (de). Heft 7 der Schriftenreihe des Heimat- und Geschichtsvereins Elze und seiner Ortsteile e. V., Elze 2007.
- Markus Jager, Thorsten Albrecht, Jan Willem Huntebrinker (Hrsg.): Conrad Wilhelm Hase (1818–1902): Architekt, Hochschullehrer, Konsistorialbaumeister, Denkmalpfleger. Petersberg 2019.